# USS Dentuda (SS-335)
Za druga plovila z istim imenom glejte USS Dentuda.
USS Dentuda (SS-335) je bila jurišna podmornica razreda balao v sestavi Vojne mornarice Združenih držav Amerike.

## Zgodovina
Med drugo svetovno vojno je opravila eno vojno patruljo.